# 孙福集乡
孙福集乡，是中华人民共和国河南省商丘市梁园区下辖的一个乡镇级行政单位。

## 行政区划
孙福集乡下辖以下地区：
东街村、胡庄村、车厢集村、小吴屯村、前乔楼村、后乔楼村、朱小楼村、中良村、庞营村、吕庄村、苏桥村、庞庄村、小杨庄村、赵楼村、朱大楼村、潘柳园村、西街村、田八庄村、哑叭庄村、沈庄村、李教庄村、乔集村、谷台子村、徐庄村、李师傅屯村、孟辛庄村、余楼村、王小庄村、崔楼村和辛寨村。